# Jervand Otjan
Jervand Otjan, arménsky Երվանդ Օտյան nebo Երուանդ Օտեան, (19. září 1869 Konstantinopol, Turecko – 3. října 1926 Káhira, Egypt) byl arménský satirik.

## Životopis
V roce 1915 byl během arménské genocidy deportován z Istanbulu do syrské pouště. Byl schopen zachránit se tím, že překládal pro německé úředníky v Dajr az-Zaur, protože ovládal francouzštinu a turečtinu. V roce 1918, po 1. světové válce, začal vyhledávat sirotky, kteří zbyli z deportací v pouštích Sýrie a pomáhal je umisťovat v dětských domovech. Jeho jediným skutečným zdrojem příjmů bylo psaní. Odešel v roce 1922 z Konstantinopole a žil v Bukurešti a v různých částech Blízkého východu. Poslední dny svého života strávil v Káhiře, kde byl i pohřben.
Je považován spolu s Hagopem Baronianem, za jednoho z nejvlivnějších arménských satiriků. Jeho spisy, které zahrnují romány a povídky, často vtipně poukazují na neřesti lidstva.

## Dílo
- Accursed Years. My Exile and Return from Der Zor, 1914–1919, Garod Books, London 2009
- Comrade Clueless (Ընկեր Փանջունի), Konstantinopol
- Twelve Years Out of Istanbul. 1896–1908 (Տասներկու Տարի Պոլսէն Դուրս. 1896–1908), Konstantinopol 1922